# USS LST-497
O USS LST-497 foi um navio de guerra norte-americano da classe LST que operou durante a Segunda Guerra Mundial.